# بن مک‌آدامز
بن مک‌آدامز (انگلیسی: Ben McAdams؛ زادهٔ ۵ دسامبر ۱۹۷۴) یک سیاستمدار آمریکایی است که از سال ۲۰۱۹ به عنوان نماینده ایالات متحده برای حوزه انتخابیه چهارم یوتا فعالیت می‌کند. او تنها عضو دموکرات هیئت کنگره یوتا و عضو ائتلاف بلو داگ است. وی از سال ۲۰۱۳ تا ۲۰۱۹ به عنوان شهردار شهرستان سالت‌لیک خدمت کرده و از سال ۲۰۰۹ تا ۲۰۱۲ سناتور ایالت یوتا از منطقه ۲ بود که شامل سالت‌لیک‌سیتی، ساوت سالت لیک و بخشی از وست ولی سیتی است.